# 克孜勒扎爾區
54°51′N 69°15′E / 54.850°N 69.250°E

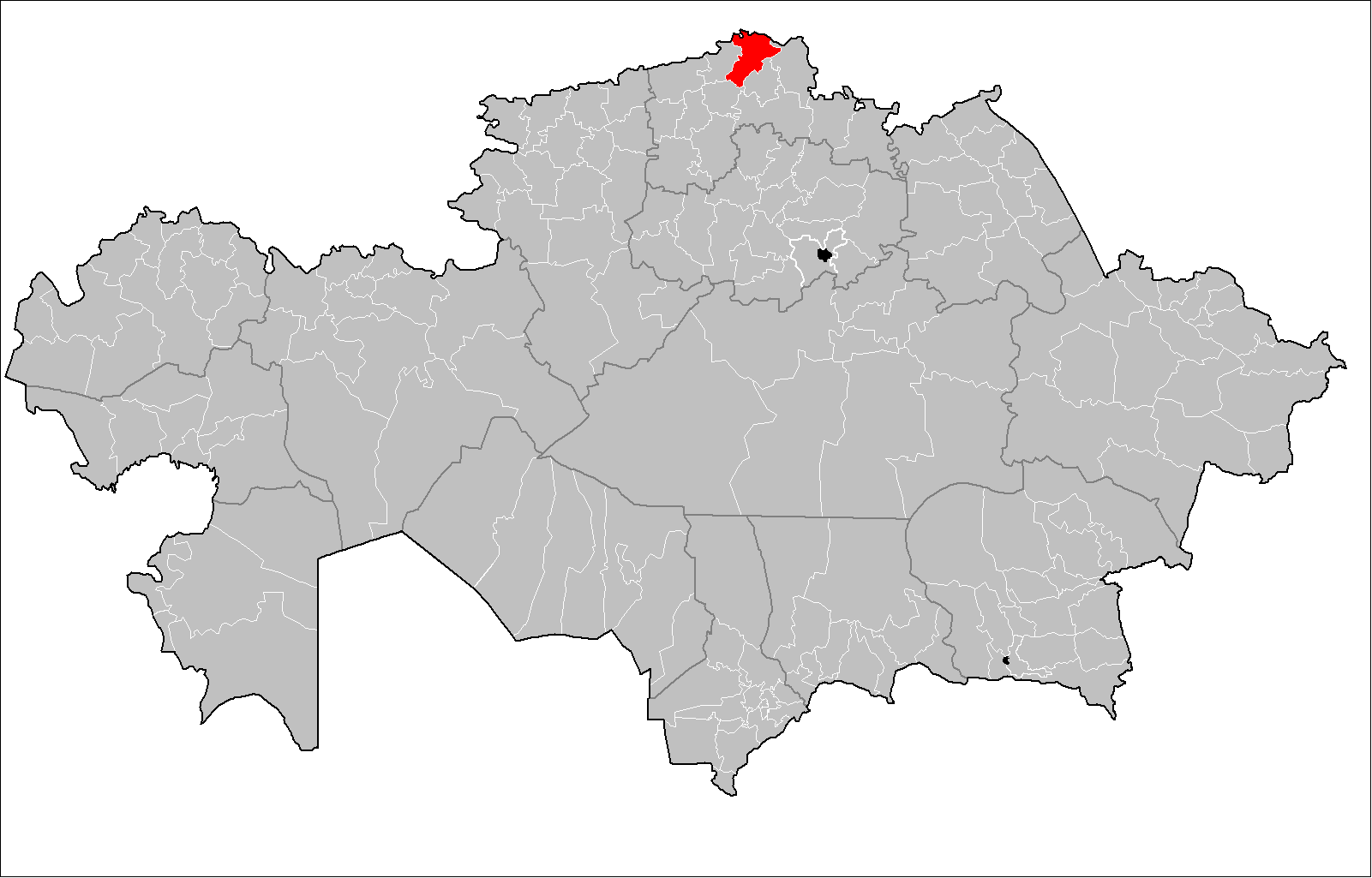

克孜勒扎爾區是哈薩克斯坦的行政區，位於該國北部，由北哈薩克斯坦州負責管轄，首府設於別斯科爾，始建於1967年，面積6,150平方公里，2019年人口44,214。